# Мгеладзе, Гогола Филипповна
Гогола Филипповна Мгеладзе (1918 год, Гурийский уезд, Грузинская демократическая республика — неизвестно, Грузинская ССР) — колхозница колхоза «Ахалгазрда комунисти» (Молодой коммунист) Махарадзевского района, Грузинская ССР. Герой Социалистического Труда (1951).

## Биография
Родилась в 1918 году в крестьянской семье в одном из сельских населённых пунктов Гурийского уезда. С середины 1930-х годов трудилась на чайной плантации колхоза «Ахалгазрда комунисти» Махарадзевского района, председателем которого Севериан Моисеевич Мухашаврия.
В 1950 году собрала 7842 килограмм сортового чайного листа на участке площадью 0,6 гектара. Указом Президиума Верховного Совета СССР от 5 июля 1951 года удостоена звания Героя Социалистического Труда за «получение в 1950 году высоких урожаев сортового зелёного чайного листа» с вручением ордена Ленина и золотой медали «Серп и Молот» (№ 6623).
Этим же указом званием Героя Социалистического Труда была награждена труженица колхоза «Ахалгазрда комунисти» Саша Куридзе.
Предположительно дочь Героя Социалистического Труда Елпидии Мгеладзе.
Дата смерти не установлена.